# 小行星8934
小行星8934（英語：8934 Nishimurajun）是一颗围绕太阳公转的小行星。1997年1月10日，小林隆男在大泉天文台发现了此天体。
这颗小行星的绝对星等为300.26059等。